# Cratere Almeric
Almeric è un cratere sulla superficie di Giapeto.